# Ставкирка в Рингебу
Ста́вкирка в Ри́нгебу (норв. Ringebu stavkyrkje) — деревянная церковь, расположенная в коммуне Рингебю, Гудбрандсдален, Норвегия. 

## История
Построена в первой четверти XIII века, и датируется по монетам, найденным в ходе археологических раскопок. Церковь впервые упоминается в 1270 году.
Была перестроена в форму креста около 1630 года мастером-строителем Вернером Ольсеном, а в 1631 был пристроен красный шпиль, который выделяет эту церковь в ряде остальных. Оригинальным является только неф.
Реставрация 1921 года во многом вернула церкви первоначальный облик.
Церковь была расписана в 1717 году, но только нижняя часть росписи доступна, так как потолок на тот момент был ниже. Когда-то церковь была выкрашена в белый цвет, но во время реставрационных работ в 1921 году интерьер церкви был восстановлен в своём первоначальном цвете.
Проводилось несколько археологических раскопок, в ходе которых исследовали землю под церковью. Последние раскопки состоялись в 1980—1981 годах. В ходе этих раскопок было найдено около 900 старинных монет эпохи Средневековья, в основном датируемых периодом 1217—1263 годов. Также были найдены отверстия от столбов старой церкви.